# Haverthwaite
Haverthwaite – wieś w Anglii, w Kumbrii, w dystrykcie (unitary authority) Westmorland and Furness. Leży 73 km na południe od miasta Carlisle i 360 km na północny zachód od Londynu. W 2001 miejscowość liczyła 728 mieszkańców.